# Intento de golpe de Estado en Ecuador de 1975
El intento de golpe de Estado en Ecuador de 1975 (conocido como la Guerra de la Funeraria o El 32 de Agosto), fue un cruento intento de golpe de Estado llevado a cabo por una facción de las Fuerzas Armadas del Ecuador el 1 de septiembre de 1975, cuyo objetivo era deponer al dictador Guillermo Rodríguez Lara. Las cabezas del fallido golpe eran el entonces jefe del Estado Mayor de las FF. AA. Raúl González Alvear y su cuñado Alejandro Solís Rosero, quien se desempeñaba como jefe del Colegio Militar Nacional.

## Antecedentes
En 1972, el general Guillermo Rodríguez Lara se convirtió en dictador del Ecuador como producto de un exitoso golpe militar - más tarde conocido como el Carnavalazo. Tras su toma del poder, Rodríguez Lara estableció una junta militar de carácter progresista y reformista denominada Gobierno Revolucionario Nacionalista de las Fuerzas Armadas. Durante su presidencia el estado ecuatoriano se fortaleció gracias a los ingresos petroleros de los años 70. En principio, el presidente Rodríguez adoptó políticas para someter los recursos petroleros nacionales a un rígido control y, en parte, para consolidar la autoridad gubernamental. La dictadura militar de Rodríguez Lara fue un período de bonanza e inversiones en varios sectores económicos del Ecuador, principalmente en la agricultura y obras de infraestructura. En agricultura, el régimen militar emprendió un fallido proyecto de reforma agraria en el que menos del 1% de la tierra cultivable del país cambió de manos. En proyectos de infraestructura el régimen rodriguista tuvo logros notables, como la construcción de la refinería de Esmeraldas. En 1972 se creó la CEPE, corporación precursora de Petroecuador. En 1973 Ecuador ingresó a la OPEP.
Alrededor de 1974, el gobierno militar de Rodríguez Lara empezó a deteriorarse políticamente. Ecuador enfrentó notables problemas bajo la gestión económica del régimen rodriguista desde principios de 1974. Uno de los errores económicos del gobierno fue cuando sus ministros nacionalistas aumentaron los precios del petróleo en 54 centavos por barril, por encima del precio estándar de la OPEP, enfureciendo así a las compañías petroleras, que limitaron su producción de petróleo en protesta, lo que redujo el balance del país. Esto fue gravemente perjudicial para la economía de Ecuador, ya que dependía en gran medida de sus exportaciones, incluido el petróleo.
El impuesto a la importación de bienes suntuarios fue parte de una serie de decisiones económicas impopulares del gobierno, incluidas políticas restrictivas a la inversión extranjera a través de la Decisión 24 del Pacto Andino, y la mencionada política petrolera que también fue impopular. Sumado a su incapacidad para controlar la inflación y la falta de avances en el sector agrícola, las políticas económicas del régimen rodriguista provocaron protestas generalizadas y también críticas abiertas de las cámaras de comercio, las pequeñas industrias, los consejos editoriales, los políticos y los partidos políticos.
En medio de la agitación política, se formó una coalición de partidos políticos llamada Frente Cívico para presionar al gobierno para que volviera al régimen constitucional. El Frente Cívico estaba integrado por velasquistas, poncistas, conservadores, socialistas y el Partido Nacionalista Revolucionario. La coalición excluyó a los partidos comunistas del país, calificándolos de "partidos de gobierno". Otros partidos, como el Partido Liberal Radical y la Concentración de Fuerzas Populares, se abstuvieron de asociarse públicamente con el Frente Cívico.

## Levantamiento
Las consideraciones para el intento de golpe aparentemente habían estado gestándose en la mente del General González desde los últimos dos años, pero los preparativos concretos recién comenzaron el 29 de agosto de 1975, apenas dos días antes del golpe planeado, lo que condujo a una ejecución apresurada y mal pensada. Motivado por el creciente descontento público con el régimen de Rodríguez, creyó que esta insatisfacción podría aprovecharse para ganar apoyo para el golpe. Sin embargo, el general González calculó mal el nivel de apoyo civil y militar que realmente tenía e hizo pocos esfuerzos durante la planificación previa al golpe para asegurar el respaldo de varios oficiales militares que supuestamente estaban implicados en el complot en diversos grados.
Instalando su base de operaciones en una funeraria de Quito a dos cuadras del palacio nacional, el general González y el general Solís lanzaron su complot golpista en plena noche del 31 de agosto de 1975, movilizando una fuerza compuesta por 150 soldados y entre seis y diez tanques obsoletos del ejército estadounidense.  El intento de golpe estuvo rápidamente plagado de problemas: el general González distribuyó manifiestos anunciando el golpe prematuramente, que coincidentemente llegaron al presidente Rodríguez; el general Solís, el oficial de mayor rango involucrado en el golpe, fue capturado tempranamente por el Batallón 142 mientras intentaba cortejar al Batallón de Artillería de Quito.
En la madrugada del 1 de septiembre de 1975, el intento de golpe estaba en pleno apogeo cuando la unidad de tanques rebeldes asedió el palacio presidencial en Quito, con el objetivo de capturar al presidente Rodríguez. Sin embargo, sin que ellos lo supieran, el presidente ya se había escabullido sin que nadie lo notara después de recibir la copia del manifiesto del general, dejando a su esposa y sus cinco hijos en el palacio.  Se trasladó a una base militar en Riobamba, a más de cien millas al sur de Quito, donde reunió fuerzas leales para aplastar el golpe.
Las fuerzas rebeldes, creyendo erróneamente que el presidente todavía estaba atrapado dentro del palacio, continuaron sitiando el edificio hueco. Cometieron otros errores al no apoderarse de instalaciones gubernamentales clave, como el Ministerio de Defensa, el aeropuerto de la ciudad, instalaciones de radiodifusión o periódicos.  Los rebeldes debilitaron aún más su posición cuando permitieron que la esposa y los hijos del presidente Rodríguez abandonaran el palacio, renunciando a una de sus pocas fichas de negociación potenciales.
La situación cambió a favor del presidente cuando la Fuerza Aérea y la Marina declararon su apoyo al régimen. A las 4 de la tarde, las tropas leales, en particular el Batallón Vencedores, habían rodeado el palacio presidencial y lo habían recuperado con éxito, 12 horas después de que comenzara el asalto rebelde.  Las fuerzas rebeldes finalmente se rindieron. Sin embargo, en medio del caos del fallido golpe, turbas de ciudadanos de Quito saquearon el palacio nacional, llevándose objetos como alfombras, lámparas y otros objetos de valor.  El estado de confusión también permitió al general González escapar sin ser detectado disfrazado de civil. En un primer momento, el general González intentó solicitar asilo político en la embajada estadounidense, lo cual fue rechazado, pero luego logró obtener asilo en la embajada chilena. Otros golpistas fueron confinados en el Penal García Moreno, mientras algunos lograron escapar y buscar asilo en las embajadas de Colombia, Chile y Venezuela.

## Consecuencias
Al final, el levantamiento dejó un saldo de 25 muertos y 53 heridos, tanto civiles como militares. Tras la revuelta, el presidente Rodríguez impuso un toque de queda y ordenó el arresto de todos los miembros del Frente Cívico que habían apoyado públicamente el intento de golpe de Estado. Entre los detenidos estaban Pablo Dávalos Dillon, del Partido Social Cristiano, y cinco miembros de la Democracia Cristiana: Guillermo Cabrera, Carlos Cornejo Orbe, Fausto Cordovez Chiriboga y José Joaquin Silva.
Este hecho pasaría a ser conocido en la historia ecuatoriana como la "Guerra de la Funeraria", debido a que el general González Alvear utilizó una funeraria en Quito como base de operaciones del golpe. Una vez aplastada la revuelta militar, el presidente Rodríguez ordenó a la prensa que no volviera a mencionar los acontecimientos del 1 de septiembre. Satíricamente, los medios de comunicación masiva en el Ecuador se refirieron a los hechos como el “32 de agosto”.
A pesar de la derrota del intento de golpe de Estado de 1975, este hecho marcó un proceso de deterioro del régimen militar ecuatoriano; la dictadura rodriguista duraría sólo 4 meses más. En enero de 1976, un segundo golpe de Estado, pero incruento, resultó en el relevo del Gral. Rodríguez por un triunvirato militar integrado por los comandantes de las tres ramas de las Fuerzas Armadas Ecuatorianas. El triunvirato estaba formado por Alfredo Poveda Burbano, Guillermo Durán Arcentales y Luis Leoro Franco. El Frente Cívico denunció el "golpe", acusando a los nuevos gobernantes de haber sido elegidos personalmente por Rodríguez Lara.
El fallido golpe de Estado de 1975 reveló una brecha en la unidad institucional de las Fuerzas Armadas del Ecuador. Según El Telégrafo, la escolta presidencial de Ecuador ha adoptado el lema "Lealtad hasta el sacrificio" desde los hechos de 1975. Como una forma de suavizar u ocultar las divisiones entre los militares del país, el Consejo Supremo de Gobierno de Ecuador —la junta gobernante desde el golpe de 1976— defendió la idea de devolver el poder a los civiles. Este proceso culminó con la transición de Ecuador a la democracia civil mediante las elecciones de 1978-1979.